# Cartaletis latifasciata
Cartaletis latifasciata là một loài bướm đêm trong họ Geometridae.